# Селтенешть
Селтенешть, Селтенешті (рум. Săltănești) — село у повіті Олт в Румунії. Входить до складу комуни Прісяка.
Село розташоване на відстані 132 км на захід від Бухареста, 12 км на північний схід від Слатіни, 54 км на північний схід від Крайови.

## Населення
За даними перепису населення 2002 року у селі проживали 394 особи, усі — румуни. Усі жителі села рідною мовою назвали румунську.